# Paulistas (Minas Gerais)
Paulistas é um município brasileiro no interior do estado de Minas Gerais, Região Sudeste do país. Localiza-se no Vale do Rio Doce e de acordo com o censo realizado em 2022 sua população era de 4 389 habitantes. Assim como as cidades ao seu redor, tem sua economia voltada para a agropecuária, destacando-se a produção de queijos.

## História
Por volta de 1830, foi iniciada a construção de uma igreja onde hoje localiza-se a sede do município. Por ter sido ponto de passagem de bandeirantes e tropeiros vindos de São Paulo desde o fim do século XVI, a localidade foi denominada São José dos Paulistas. Posteriormente, a com Lei Provincial 2258 de 30 de julho de 1876, o governo da então Província de Minas Gerais reconheceu o Distrito de São José dos Paulistas. Já em 1938, por meio do Decreto-Lei nº 148, de 17 de dezembro, o lugarejo teve seu nome simplificado para Paulistas e anos depois, através da Lei 1039 de 12 de dezembro de 1953, foi reconhecida a emancipação município de Paulistas e demarcados seus limites e, em 1 de janeiro de 1954, foi instado o município.

## Geografia
De acordo com a divisão regional vigente desde 2017, instituída pelo IBGE, o município pertence às Regiões Geográficas Intermediária de Governador Valadares e Imediata de Guanhães. Até então, com a vigência das divisões em microrregiões e mesorregiões, fazia parte da microrregião de Guanhães, que por sua vez estava incluída na mesorregião do Vale do Rio Doce.

## Cultura
A festa de aniversário da cidade é comemorada anualmente no dia 12 de dezembro. Todos os anos ocorre também, a famosa comemoração de Reveillon, com shows nos dias 30 e 31 de dezembro.

## Pontos turísticos
A Gruta do Lourdes, o Bosque Raimundo e a Cachoeira de Geraldo Miranda Filho são dois belos locais visitados pelos moradores e por turistas regionais, principalmente nos finais de semana, para lazer. Há também matas bastante conservadas por estarem em locais isolados.[carece de fontes?]

## Política
Em 2015, após reclamações enviadas ao programa de TV Custe o Que Custar, foi realizada uma reportagem denunciando o abandono da educação local. Dezenas de alunos da zona rural eram transportados em ônibus com péssimo estado de conservação, e outros tinham que atravessar um rio para conseguir chegar ao ônibus que as levava à escola. A denúncia também incluiu o abandono do poder público na cidade. Populares informaram que ele nem mesmo residia na cidade há alguns anos.